# Jitaúna (ort)
Jitaúna är en ort i Brasilien.   Den ligger i kommunen Jitaúna och delstaten Bahia, i den östra delen av landet, 900 km öster om huvudstaden Brasília. Jitaúna ligger 170 meter över havet och antalet invånare är 11 619.
Terrängen runt Jitaúna är platt åt sydost, men åt nordväst är den kuperad. Runt Jitaúna är det ganska glesbefolkat, med 23 invånare per kvadratkilometer.. Det finns inga andra samhällen i närheten.
Omgivningarna runt Jitaúna är en mosaik av jordbruksmark och naturlig växtlighet.